# Acrassicauda
Acrassicauda ist eine irakische Thrash-Metal-Band aus Bagdad. Sie galt lange Zeit als die einzige Metal-Band des Landes; erst in jüngster Zeit gründeten sich weitere Metal-Bands im Irak.

## Bandgeschichte
Die Band wurde im Jahr 2000 von dem Bassisten Firas al-Talif, den Gitarristen Tony Aziz und Faisal Talal sowie dem Schlagzeuger Marwan Riyak und dem Sänger Walid Mudhafar gegründet. Ein erstes Konzert spielte die Band im Sommer 2001. Bis zum Sturz Saddam Husseins mussten alle Konzerte vom Kulturministerium abgesegnet werden, dazu war es nötig, dass die Band ein Stück aufführte, das die Regierung oder Hussein lobte. Der vierte Auftritt der Bandgeschichte wurde im November 2003 vom Vice Magazine und MTV aufgenommen. Im Vice Magazine erschien der Artikel No War for Heavy Metal über Acrassicauda. Am 5. Januar 2004 fand das letzte Konzert mit Walid Mudhafar statt, bevor er aus dem Irak nach Kanada floh. Faisal Talal und Marwan Riyak übernahmen seit dem den Gesang. Der nächste Auftritt der Gruppe im August 2004 im Iraqi Hunting Club vor 200 Besuchern wurde von den Veranstaltern vorzeitig abgebrochen.
Im Juli 2005 fand das letzte Konzert der Gruppe im Al-Fanar Hotel in Bagdad statt. Nachdem die Bandmitglieder Morddrohungen von islamischen Fundamentalisten erhielten, war es unmöglich, weitere Konzerte zu geben, am 28. Juli 2006 zerstörte eine Explosion den als Probenraum genutzten Laden und die Instrumente. Im August flohen Tony Aziz und Marwan Riyak nach Syrien, kurz darauf folgten die weiteren Bandmitglieder. In Damaskus spielte Acrassicauda ein Konzert im Dezember 2006 und nahmen eine Demo-CD mit drei Stücken auf. Bevor die Bandmitglieder ein halbes Jahr später ihre Instrumente verkaufen mussten, um die Miete zu bezahlen, hatten sie einen weiteren Auftritt.
Mitte September 2007 wurde auf dem 2007 Toronto International Film Festival der Dokumentarfilm Heavy Metal in Baghdad von Eddy Moretti und Suroosh Alvi vorgestellt. Er verfolgt die Entwicklung der Band seit dem Sturz Saddam Husseins im Jahr 2003 als Folge des Irakkriegs bis zum Jahr 2007. Die Bandmitglieder erhielten keine Einreiseerlaubnis, sodass sie die Premiere nicht besuchen konnten. Da die syrische Regierung die Aufenthaltsgenehmigungen für irakische Flüchtlinge nicht verlängern wollte, drohte den Bandmitgliedern zum 10. Oktober 2007 die Abschiebung. Eine Spendensammlung des Vice Magazine ermöglichte den Acrassicauda-Musikern Anfang Oktober die Ausreise nach Istanbul. Dort spielte die Band bisher drei Konzerte. Auch zur Filmaufführung auf den Internationalen Filmfestspielen Berlin im Februar 2008 konnten die Bandmitglieder nicht einreisen. Mit Unterstützung der UNO gelang 2008 und 2009 allen Bandmitgliedern die Weiterreise in die Vereinigten Staaten, ihre Familien blieben im Irak zurück.
Zwei Tage nach der Einreise des letzten Bandmitglieds in die USA wurden sie nach einem Konzert in Newark von den Mitgliedern der Band Metallica begrüßt. Metallica-Sänger James Hetfield überreichte ihnen dabei eine seiner Gitarren. Unter Leitung von Alex Skolnick (Testament) nahm Acrassicauda 2010 die EP Only the Dead See the End of the War auf. Seit ihrer Einreise in die USA finanzieren die Bandmitglieder, die mittlerweile in New Jersey leben, ihren Lebensunterhalt durch Gelegenheitsjobs. Im Sommer 2014 schloss eine Crowdfunding-Kampagne auf der Plattform Kickstarter mit einem Ergebnis von 37.000 US-Dollar ab, mit deren Hilfe die Band ihr Debütalbum Gilgamesh finanzierte, das im April 2015 erschien.

## Stil
Die Texte der Band sind überwiegend auf Englisch, es tauchen auch einige arabische Passagen auf. Acrassicauda sieht sich selbst inspiriert von Slipknot, Slayer, Judas Priest, Megadeth, Metallica, AC/DC, Crematory, Kiss, Dimmu Borgir, Mayhem und Sepultura. Insgesamt spielt die Band Thrash Metal mit überwiegend rauem Gesang und Einflüssen arabischer Musik in der Melodik. Firas Al-Talif spielt einen fünfsaitigen Bass. Im Toronto Star sagte Walid Mudhafar über Metal:

“It is about death and suffering and that is what Iraqis have now. The rage of the street comes out through our music.”

„Es geht um Tod und Leiden, und das ist, was wir Iraker zurzeit haben. Der Zorn der Straße kommt in unserer Musik zum Vorschein.“

Ein halbes Jahr später sagte Faisal Talal:

“There's a lot to be angry about these days, and we want to give people a way to get that out.”

„Es gibt eine Menge, worüber man im Moment wütend sein könnte, und wir wollen den Leuten eine Möglichkeit bieten, das rauszulassen“

Der Name Acrassicauda, ursprünglich A. Crassicauda, kommt von der Skorpion-Spezies Androctonus crassicauda aus der Familie der Buthidae, die in der irakischen Wüste lebt und als sehr gefährlich gilt. Dazu sagte die Band:

“Only a certain part of the Iraqi body is bad. The rest is good — just like the scorpion.”

„Nur ein bestimmter Teil der Iraker ist schlecht. Der Rest ist gut – genau wie beim Skorpion.“

## Diskografie
- 2004: The Black Scorpion Demos, Beginning of the End (3:12), Psycho (2:58), Underworld (4:37) (Demo, 10:48 Minuten)
- 2006: The Damascus Demos, Message From Baghdad (3:32), Between the Ashes (5:07), Massacre (3:47) (Demo, 12:28 Minuten)
- 2007: Heavy Metal in Baghdad OST (Film-Soundtrack zu Heavy Metal in Baghdad mit sieben Stücken)
- 2010: Only the Dead See the End of the War (EP mit vier Stücken)
- 2015: Gilgamesh (Album mit 12 Stücken)